# Wilhelm Nickel (SS-Mitglied)

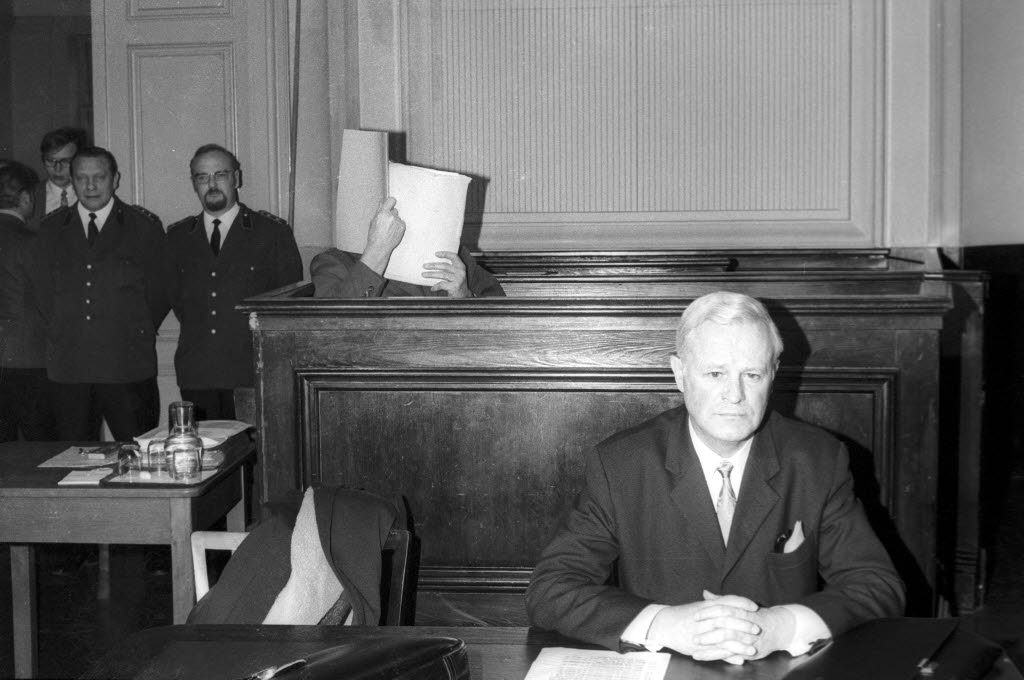
Wilhelm Nickel vor Gericht

Wilhelm Nickel (* 10. Dezember 1906 in Gelsenkirchen; † nach 1971) war ein deutscher SS-Hauptsturmführer und am Massaker von Sonnenburg am 30./31. Januar 1945 beteiligt.
Nickel beantragte am 13. November 1939 die Aufnahme in die NSDAP und wurde zum 1. April 1940 aufgenommen (NSDAP-Mitgliedsnummer 7.590.395). Er schloss sich der SS an (SS-Nummer 463.386) und wurde am 13. Juli 1943 zum SS-Hauptsturmführer befördert.
Kriminalrat Nickel war 1945 an der Staatspolizeistelle Frankfurt an der Oder eingesetzt und führte mit 20 Männern im KZ Sonnenburg auf Anordnung von Staatssekretär Herbert Klemm die Ermordung von 819 Inhaftierten durch.
Die wegen des Massakers unter dem Vorwurf der Beihilfe zum Totschlag angeklagten SS-Sturmbannführer Heinz Richter und Wilhelm Nickel wurden am 2. August 1971 vom Kieler Landgericht aus Beweismangel freigesprochen.